# موری (بخش)
موری (به فرانسوی: Mory) یک کمون (فرانسه) در فرانسه است که در پا-دو-کاله واقع شده‌است. موری ۷٫۳۹ کیلومتر مربع مساحت دارد و ۹۰ متر بالاتر از سطح دریا واقع شده‌است.